# Suzuki DR 350
La DR 350 è una motocicletta prodotta dalla casa motociclistica giapponese Suzuki dal 1990.

## Storia
La Suzuki DR 350 viene presentata nel 1990 come enduro stradale piccolo, affidabile e economico. Dotata di  motore  monocilindrico quattro tempi con sistema di raffreddamento SACS (Suzuki Advanced Cooling System). Viene presentata in due versioni: DR 350 per uso in pista, DR 350 S stradale e successivamente DR 350 SE stradale con avviamento elettrico.
Questa moto è stata scelta da un grande numero di persone che ne ha fatto svariati usi grazie alla sua versatilità. La DR 350 è stata utilizzata anche per un impegnativo raid da cui è stata tratta una serie televisiva inglese.

## Modelli e varianti
- Suzuki DR 350 S L (1990)
- Suzuki DR 350 S M (1990)
- Suzuki DR 350 M (1991): introduzione enduro, senza frecce né porta targa, con sospensioni migliori, ruote tassellate e serbatoio in plastica.
- Suzuki DR 350 S N (1992)
- Suzuki DR 350  N (1992): aggiunta SHC (Suzuki Height Control)che permette di regolare l'altezza della sella.
- Suzuki DR 350 S P (1993)
- Suzuki DR 350 P (1993)
- Suzuki DR 350 SE R (1994): passaggio all'avviamento elettrico.
- Suzuki DR 350 R (1994)
- Suzuki DR 350 SE S (1995)
- Suzuki DR 350 S S (1995)
- Suzuki DR 350 SE T (1996)
- Suzuki DR 350 S T (1996)
- Suzuki DR 350 SE V (1997)
- Suzuki DR 350 S V (1997)
- Suzuki DR 350 SE W (1998)
- Suzuki DR 350 S W (1998)
- Suzuki DR 350 SE X (1999)
- Suzuki DR 350 S X (1999)
- Suzuki DR 350 SE Y (2000)
- Suzuki DR 350 S Y (2000)
- Suzuki DR 350 SE K1 (2001)
- Suzuki DR 350 S K1 (2001)